# Downie Ridge
Downie Ridge ist ein geothermal aufgeheizter Gebirgskamm auf Deception Island im Archipel der Südlichen Shetlandinseln. Er erstreckt sich vom südlichen Ende des Stonethrow Ridge in westsüdwestlicher Richtung.
Das UK Antarctic Place-Names Committee benannte ihn 2010 nach Roderick H. Downie, Umweltmanager des British Antarctic Survey von 1997 bis 2010, der an der Ausarbeitung des Schutzprogramms für Deception Island beteiligt war. Der Gebirgskamm ist Teil der Antarctic Specially Protected Area #140.